# Il giudice è accusato
Il giudice è accusato (titolo originale negli USA: Death Turns the Tables; nel Regno Unito: The Seat of the Scornful) è un romanzo giallo scritto da John Dickson Carr pubblicato nel 1941. Protagonista di questo romanzo (il quattordicesimo della serie) è il grassoccio dottor Gideon Fell.

## Trama
Horace Ireton è un anziano giudice, pomposo e integerrimo, padre di Constance, una ragazza sui vent'anni desidersosa di sposarsi con Tony, un uomo che Horace ritiene un manipolatore.
Dopo che il padre e il fidanzato si sono conosciuti, il secondo viene assassinato nella casa del primo.
Indizi e movente sono tutti contro il giudice... e la polizia comincia ad indagare, ma sarà l'acume di Gideon Fell a districare la matassa.

## Personaggi
- Horace Ireton: giudice
- Constance Ireton: figlia di Horace
- Anthony "Tony" Morell: fidanzato di Constance
- Fred Barlow: avvocato
- Jane Tennant: amica di Constance
- Herman Appleby: avvocato di Morell
- Florence Swan: centralinista
- Black Jeff: vagabondo
- Dottor Hulworthy Fellows: medico
- Albert Weems: agente di polizia
- Graham: ispettore di polizia
- Gideon Fell: investigatore dilettante

## Critica
«Uno dei pochi tentativi riusciti di mescolare il problema della detection con il romanzo di carattere, e un caso semplice e diretto senza l'isteria nervosa di cui Carr sfortunatamente divenne così appassionato in questo periodo [...] Carr mescola nella sua storia alcuni trucchi che sono i preferiti nelle trame di altri scrittori di gialli. Abbiamo la storia di un tentato omicidio nel passato, la scomparsa dell'arma del delitto di quel crimine, un omicidio, un omicidio simulato e la scomparsa di un vagabondo investito accidentalmente. [...] La ricostruzione del finto omicidio verso la fine del libro, comunque, è puro Carr. È al tempo stesso uno dei pezzi più assurdi e più brillanti nei libri di questo periodo quando era al massimo della sua creatività. [...] Poiché è impegnato in una partita a scacchi mentale con uno dei criminali più arroganti di Carr, il dottor Fell adotta un nuovo atteggiamento. Agisce, in effetti, da nemesi nel significato classico del termine. Sa bene chi è il responsabile quasi dall'inizio ed è deciso a dare al colpevole ciò che si merita».

## Edizioni italiane
- Il giudice è accusato. Niente sentimento: solo la giustizia vale!, Collana I Libri Gialli. Nuova Serie n.18, Milano, Arnoldo Mondadori Editore, gennaio 1947,  p. 96. - Collana I Capolavori dei Gialli Mondadori n.102, settembre 1958; Collana I Gialli Celebri, Milano, Club degli Editori, 1976.
- Il giudice è accusato, traduzione di Marilena Caselli, I Classici del Giallo Mondadori n.728, Milano, Arnoldo Mondadori Editore, dicembre 1994,  p. 175, ISSN 0009-8426 (WC · ACNP). - Collezione Storica I Gialli Mondadori n.8, Roma, La Repubblica-L'Espresso, 2009; Collana I Classici dei Gialli Mondadori n.1454, marzo 2022.